# Galindo (cràter)
Galindo és un cràter d'impacte en el planeta Venus de 23,8 km de diàmetre. Porta el nom de Beatriz Galindo «la Latina» (1473-1535), escriptora i humanista castellana, i el seu nom va ser aprovat per la Unió Astronòmica Internacional el 1994.